# 约翰·R·巴斯
约翰·罗德尼·巴斯二世（1964年—）是一位美国外交官，現任管理事务国务次卿兼代理政治事務國務次卿。曾在2017年至2020年任美国驻阿富汗大使、美国驻土耳其大使2014年至2017年担任美国驻格鲁吉亚大使。

## 職業生涯
巴斯来自纽约州北部。，1986年毕业于雪城大学，曾担任报纸编辑和政治竞选顾问，然后于1988年加入國務院。不久之后，巴斯被派往比利时、荷兰和智利。
1998年，巴斯为副国务卿斯特罗布·塔尔博特工作，首先担任欧洲和欧亚大陆事务特别助理，包括参与科索沃战争和平谈判。 2000年被任命为塔尔博特的幕僚长，负责与俄罗斯协调削减军备的政策。
2005年，巴斯被任命为国务院运营中心主任。 2008年，他作为省级重建队队长被派往伊拉克a。，巴斯会说意大利语和法语。

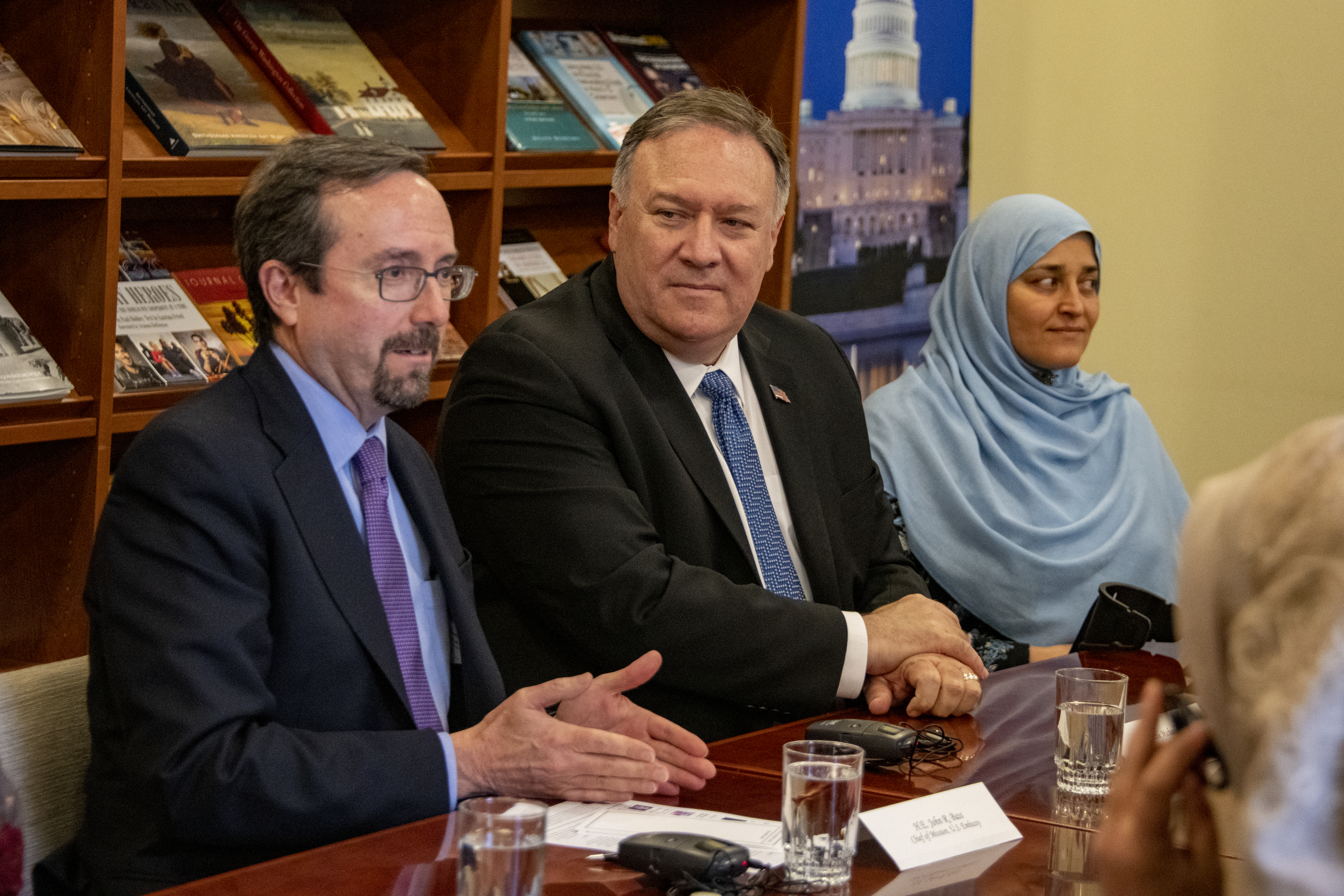
2019年6月25日，巴斯与美国国务卿迈克·蓬佩奥在阿富汗喀布尔大使馆参加与民间社会妇女和学生的会议。

2012年10月，巴斯被任命为美国国务院执行秘书，并担任国务院多个局与国务卿、副国务卿、政策规划总监领导办公室之间的联络人。
2017年10月，美国决定暂停土耳其境内的非移民签证服务后，土耳其总统雷杰普·塔伊普·埃尔多安表示，土耳其政府将不再承认巴斯担任美国大使的权力。土耳其法院下令逮捕美国驻伊斯坦布尔领事馆的一名雇员后，取消访客签证。
土耳其签证暂停服务后，巴斯在YouTube上发表了一份声明。
唐纳德·特朗普总统于2017年7月20日提名他为美国驻阿富汗大使。2017年9月28日，巴斯的提名获得参议院确认。巴斯于2020年1月6日离职。
2021年7月21日，乔·拜登总统提名他担任管理事务国务次卿。，2021年12月18日，获得参议院确认。
维多利亚·纽兰表示将辞职，巴斯于2024年3月被任命代理政治事務國務次卿。

## 外部連結
- John R. Bass （页面存档备份，存于） at the Office of the Historian